# Jubulaceae
Jubulaceae är en familj av bladmossor. Jubulaceae ingår i ordningen Porellales, klassen Jungermanniopsida, divisionen bladmossor och riket växter. Enligt Catalogue of Life omfattar familjen Jubulaceae 2 arter. 
Kladogram enligt Catalogue of Life:
| Jubulaceae | \| \| Jubula \| \| \| \| \| \| Nipponolejeunea \| \| \| \| |
|            | \| \| Jubula \| \| \| \| \| \| Nipponolejeunea \| \| \| \| |
|            | Frullaniaceae                                              |
|            |                                                            |
|            | Goebeliellaceae                                            |
|            |                                                            |
|            | Lejeuneaceae                                               |
|            |                                                            |
|            | Lepidolaenaceae                                            |
|            |                                                            |
|            | Porellaceae                                                |
|            |                                                            |
|            | Radulaceae                                                 |
|            |                                                            |
|            | Jubula                                                     |
|            |                                                            |
|            | Nipponolejeunea                                            |
|            |                                                            |

|  | Jubula          |
|  |                 |
|  | Nipponolejeunea |
|  |                 |

## Bildgalleri

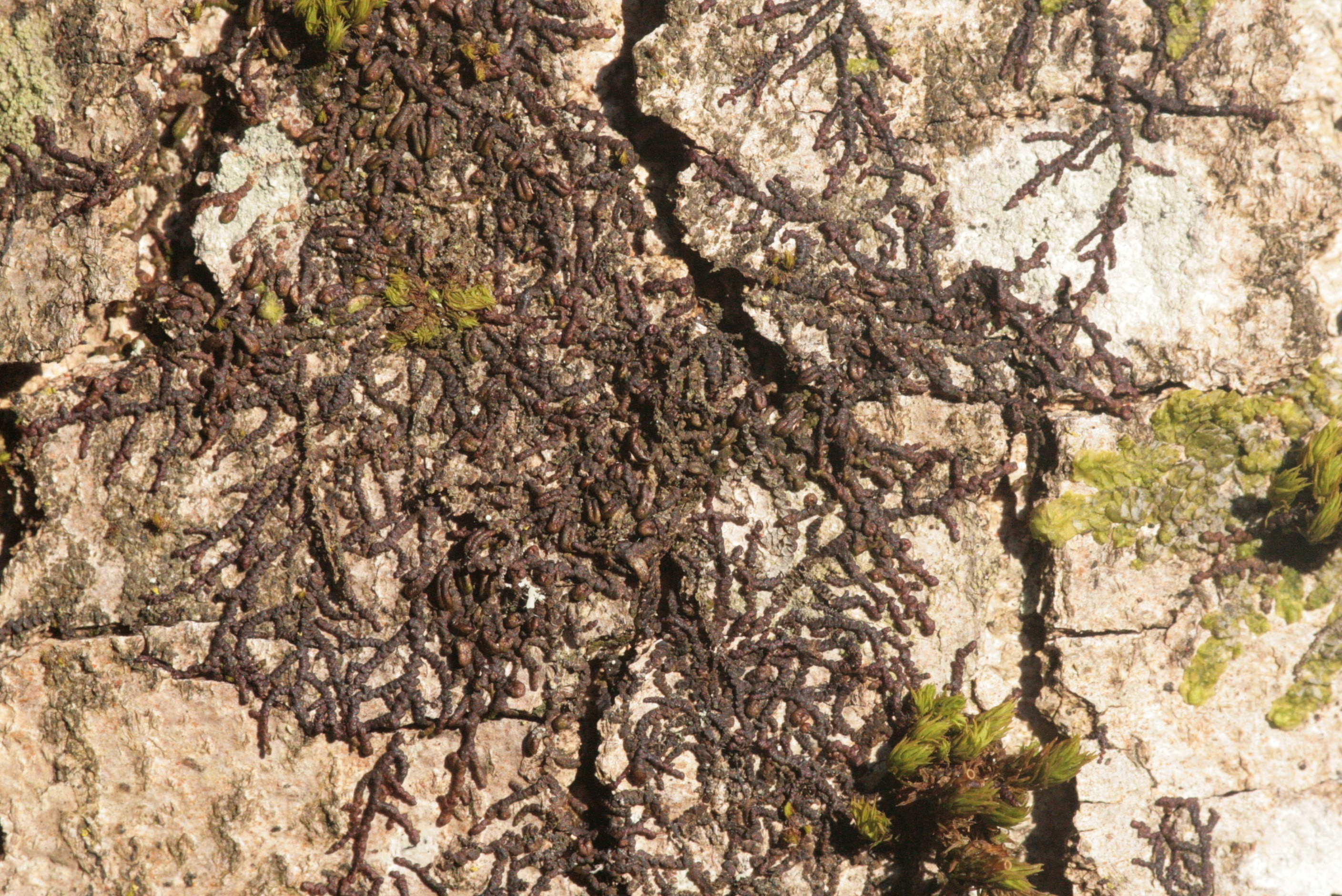
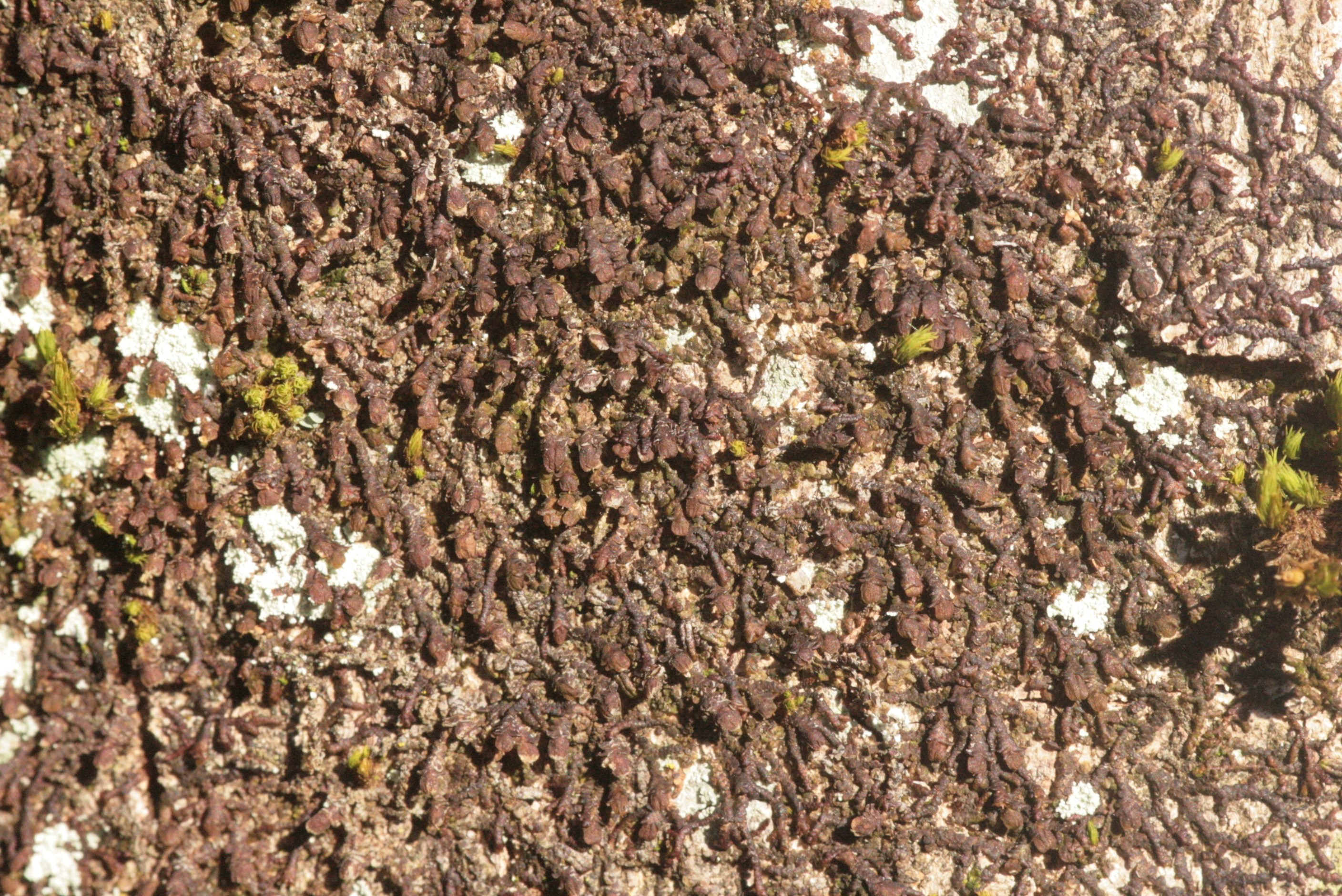
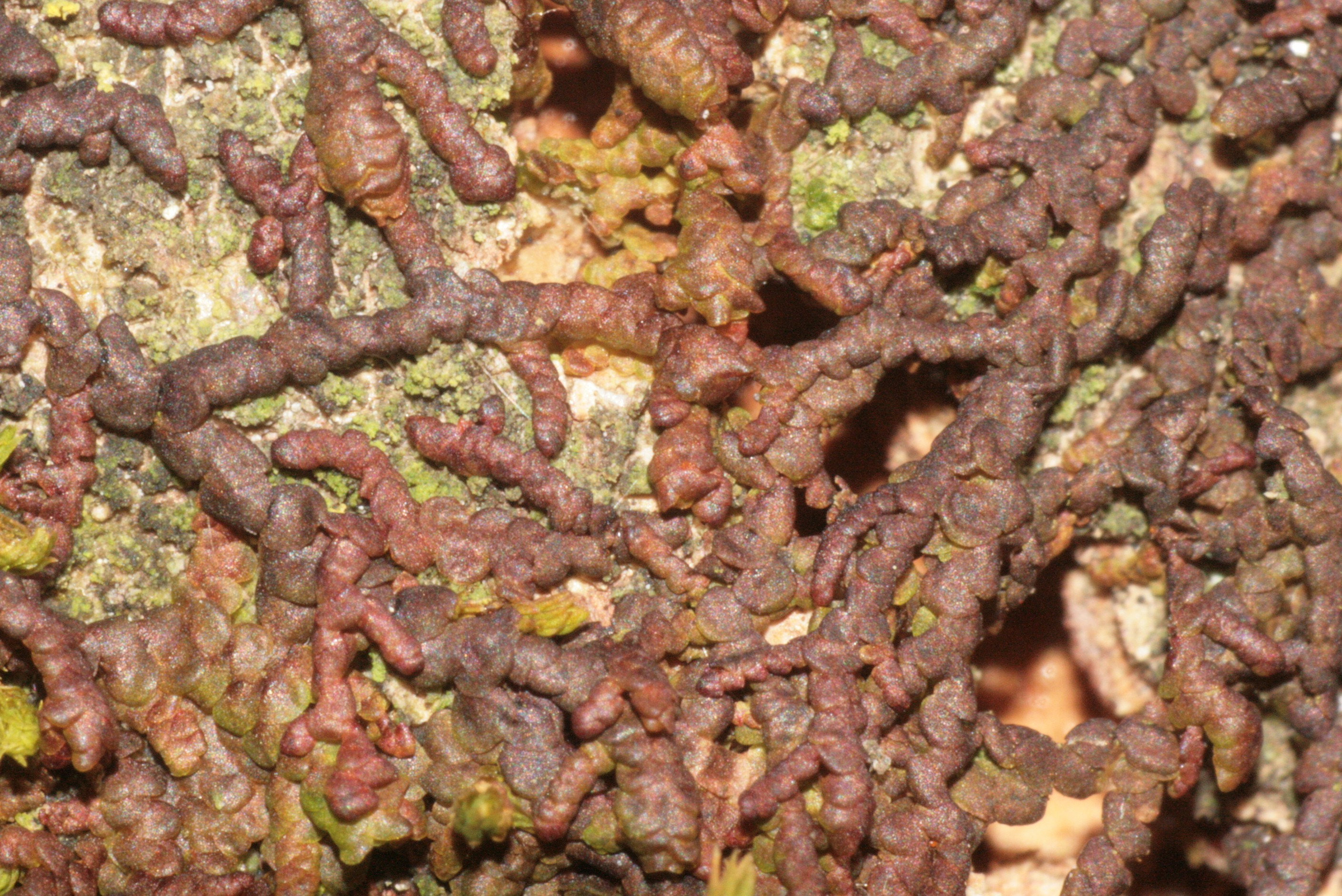
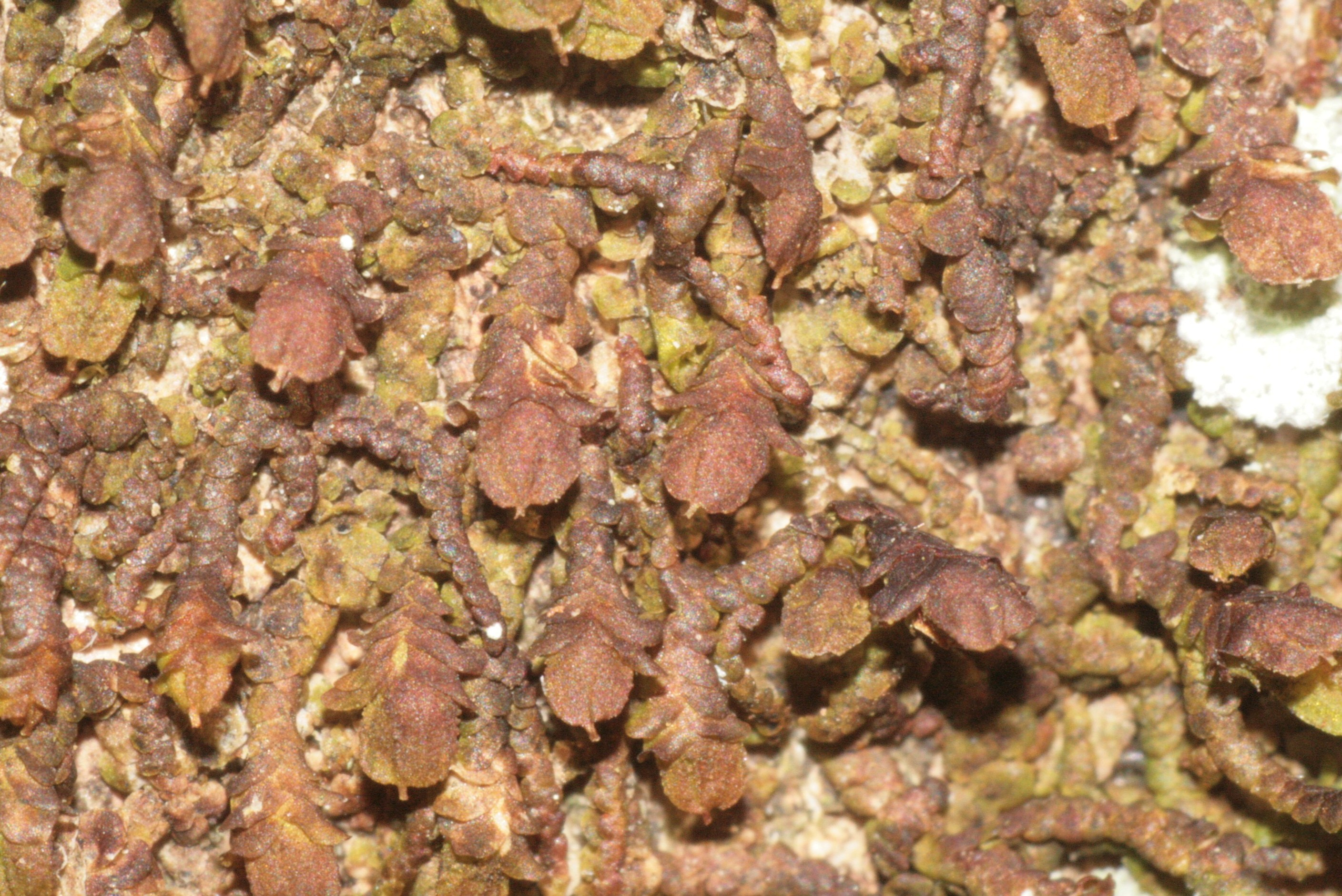
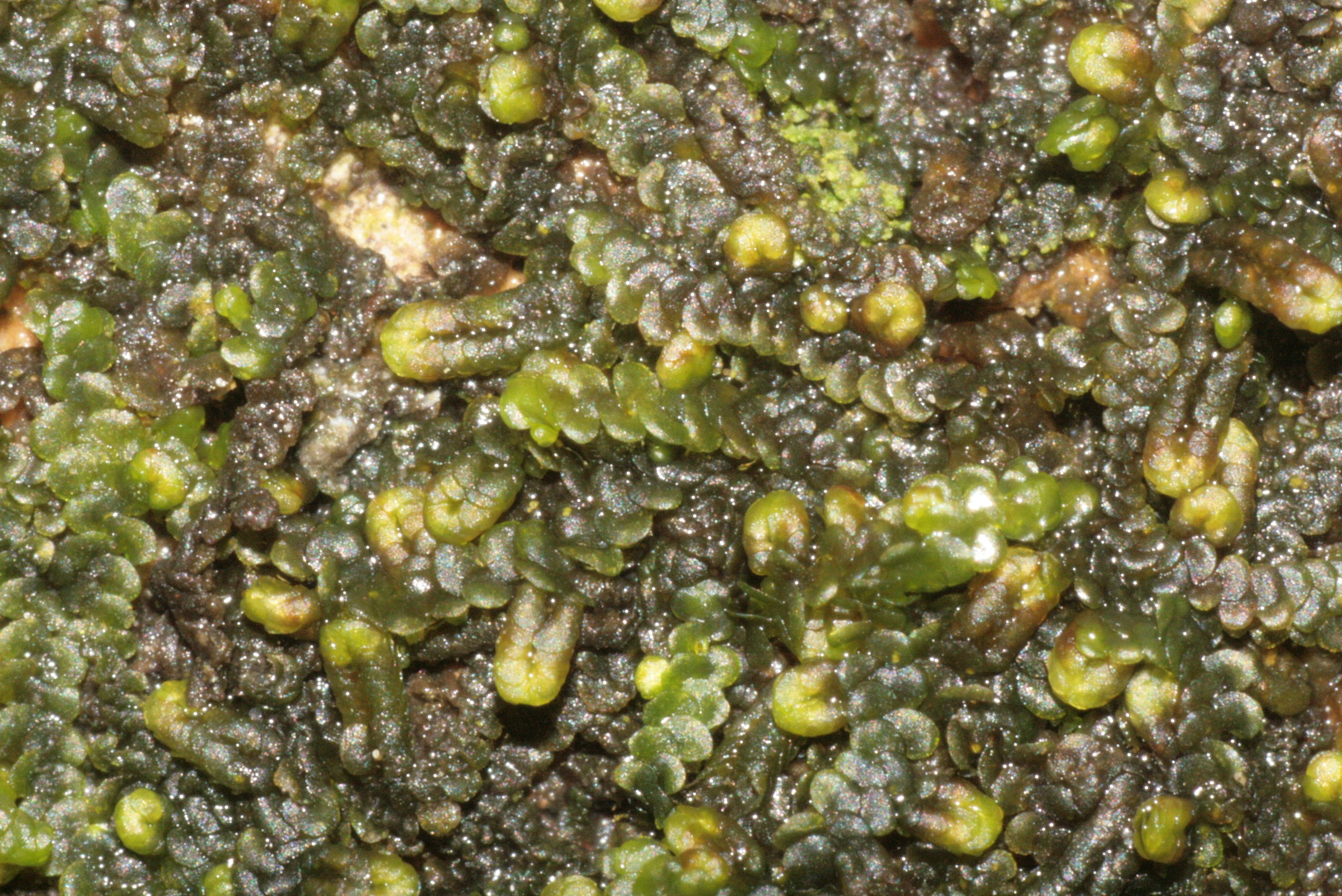
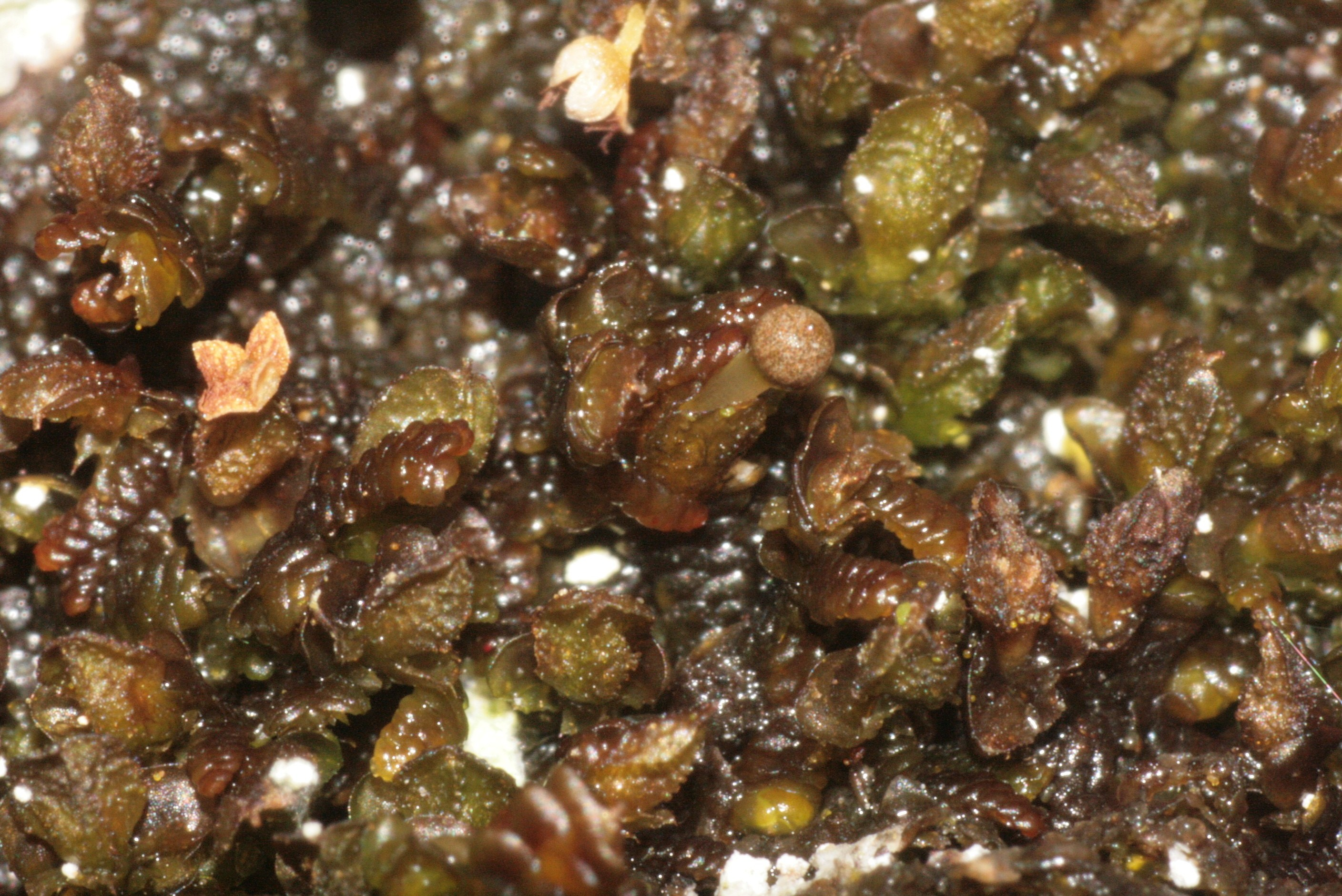